# East of Scotland Championships 2014
Die East of Scotland Championships 2014 im Badminton fanden vom 15. bis zum 16. März 2014 in Edinburgh statt.

## Sieger und Platzierte
| Disziplin    | Gold                               | Silber                          | Bronze                         |
| ------------ | ---------------------------------- | ------------------------------- | ------------------------------ |
| Herreneinzel | Matthew Carder                     | Ben Torrance                    | Andrew Gilliland               |
| Herreneinzel | Matthew Carder                     | Ben Torrance                    | Danny Leinster                 |
| Dameneinzel  | Fiona Sneddon                      | Frances Heslop                  | Viktoria Tsvetanova            |
| Dameneinzel  | Fiona Sneddon                      | Frances Heslop                  | Jody McLaren                   |
| Herrendoppel | Josh Neil Ben Torrance             | Matthew Carder Andrew Gilliland | Stewart Ferns Stuart Pittman   |
| Herrendoppel | Josh Neil Ben Torrance             | Matthew Carder Andrew Gilliland | Stephen Brennan Danny Leinster |
| Damendoppel  | Kirsty Flockhart Fiona Sneddon     | Kirsten Geals Frances Heslop    | Victoria Wan Toni Woods        |
| Damendoppel  | Kirsty Flockhart Fiona Sneddon     | Kirsten Geals Frances Heslop    | Bennath Mitchell Fiona Pittman |
| Mixed        | Matthew Carder Viktoria Tsvetanova | David Forbes Victoria Wan       | Tom Corps Lisa Campbell        |
| Mixed        | Matthew Carder Viktoria Tsvetanova | David Forbes Victoria Wan       | Danny Leinster Kirsten Geals   |